# Devante Mays
Devante Mays (Livingston, 26 maggio 1994) è un giocatore di football americano statunitense che milita nel ruolo di running back per i Jacksonville Jaguars della National Football League  (NFL).

## Biografia

### Carriera professionistica
Mays al college giocò a football all'Università statale dello Utah dal 2015 al 2016 dopo avere giocato in precedenza al Blinn College. Fu scelto nel corso del settimo giro (238º assoluto) nel Draft NFL 2017 dai Green Bay Packers. Debuttò come professionista subentrando nella gara del primo turno contro i Seattle Seahawks senza tentare alcuna corsa.